# ルリー・ベル
ルリー・ベル（Lurrie Bell, 1958年12月13日 - ）はアメリカ合衆国イリノイ州シカゴ出身のギタリスト、シンガー。父親はハーピストとして有名なキャリー・ベル。

## 来歴
10代の頃から父親を始め、エディ・クリアウォーター、ビッグ・ウォルター・ホートンら、シカゴのブルース・シーンで活躍するアーティスト達との共演を通じて腕を磨いた。
70年代後半にビリー・ブランチらとサンズ・オヴ・ブルースを結成。1978年のアリゲーター・レコードの編集盤「Living Chicago Blues Vol. 3」に彼らのトラックが3曲収録された。
1982年に初来日。小出斉（ギター）ら日本のミュージシャンをバックに演奏し、このときの模様は「The Blues Caravan Live At Pit Inn 1982」としてCD化されている。サンズ・オヴ・ブルース脱退後は、ココ・テイラーのバンド、ブルース・マシンのギタリストも務めた。1989年には初のソロ作「Everybody Wants To Win」をリリースした。
早くから周囲のミュージシャン達にその才能を認められた彼だったが、90年代に入ると麻薬中毒に陥り、ブッキングされたギグに現れないなどの問題行動が目立つようになった。結果的に演奏活動から遠のいて行く。しかし1995年、デルマークから久々のアルバム「Mercurial Son」をリリース、以後もコンスタントに作品をリリースし、徐々に演奏活動に復活して行った。
2007年7月のジャパン・ブルース&ソウル・カーニバルで、エディ・テイラー・Jr.を含むバンドを従え実に25年ぶりの来日を果たした。
彼の名前は「ルリー」が発音的には近いが、「ローリー」とも表記されることもある。

## ディスコグラフィー
- 1989年 Everybody Wants To Win (JSP)
- 1995年 Mercurial Son (Delmark)
- 1997年 700 Blues (Delmark)
- 1997年 Young Man's Blues (JSP)
- 1998年 Kiss Of Sweet Blues (Delmark)
- 1998年 The Blues Caravan Live At Pit Inn 1982 (P-Vine)
- 1998年 Chicago's Hottest Guitars: Chicago Blues Session, Vol. 25 (Wolf) with Phil Guy
- 1999年 Blues Had A Baby (Delmark)
- 2001年 Cutting Heads (Vypyr)
- 2004年 Second Nature (Alligator) with Carey Bell (1991年録音)
- 2007年 Gettin' Up, Live at Buddy Guy's Legends, Rosa's and Lurrie's Home (Delmark)  with Carey Bell  ※CDとDVD
- 2007年 Let's Talk About Love (Aria B.G./P-Vine)